# Windlach
Windlach (toponimo tedesco) è una frazione del comune svizzero di Stadel, nel Canton Zurigo (distretto di Dielsdorf).

## Storia

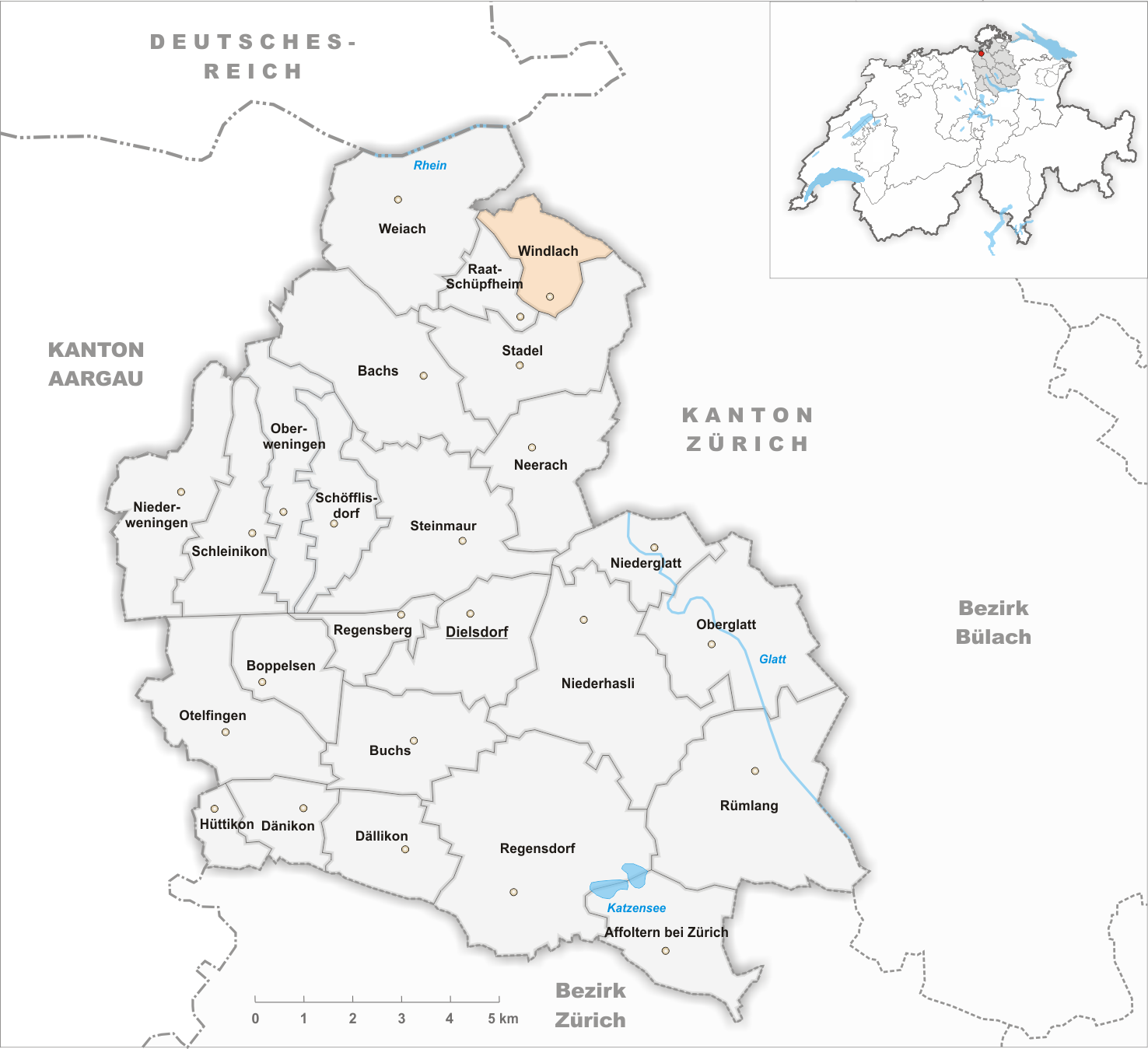
Il territorio del comune di Windlach prima degli accorpamenti comunali del 1907

Già comune autonomo, nel 1798 è stato accorpato al comune di Stadel assieme agli altri comuni soppressi di Raat e Schüpfheim; nel 1840 ne è stato scorporato e nel 1907 è stato nuovamente accorpato a Stadel assieme all'altro comune soppresso di Raat-Schüpfheim.

## Società

### Evoluzione demografica
L'evoluzione demografica è riportata nella seguente tabella:
Abitanti censiti

## Amministrazione
Ogni famiglia originaria del luogo fa parte del cosiddetto comune patriziale e ha la responsabilità della manutenzione di ogni bene ricadente all'interno dei confini della frazione.